# 晋州
晋州（しんしゅう、中: 晉州）は、中国にかつて存在した州。南北朝時代から北宋にかけて、現在の山西省臨汾市一帯に設置された。

## 魏晋南北朝時代
北魏の孝昌年間に設置された唐州を前身とする。528年（建義元年）に晋州と改称された。晋州は平陽郡・北絳郡・永安郡・北五城郡・定陽郡・敷城郡・河西郡・五城郡・西河郡・冀氏郡・南絳郡・義寧郡の12郡と31県を管轄した。

## 隋代
隋初には晋州は6郡7県を管轄した。607年（大業3年）に州が廃止されて郡が置かれると、晋州は臨汾郡と改称され、下部に7県を管轄した。618年（義寧2年）、臨汾郡は平陽郡と改称された。隋代の行政区分に関しては下表を参照。
| 隋代の行政区画変遷 | 隋代の行政区画変遷 | 隋代の行政区画変遷 | 隋代の行政区画変遷 | 隋代の行政区画変遷 | 隋代の行政区画変遷 | 隋代の行政区画変遷 | 隋代の行政区画変遷 | 隋代の行政区画変遷 | 隋代の行政区画変遷                             |
| 区分               | 開皇元年           | 開皇元年           | 開皇元年           | 開皇元年           | 開皇元年           | 開皇元年           | 開皇元年           | 区分               | 大業3年                                        |
| ------------------ | ------------------ | ------------------ | ------------------ | ------------------ | ------------------ | ------------------ | ------------------ | ------------------ | ---------------------------------------------- |
| 州                 | 晋州               | 晋州               | 晋州               | 晋州               | 晋州               | 晋州               | 汾州               | 郡                 | 臨汾郡                                         |
| 郡                 | 平河郡             | 西河郡             | 北絳郡             | 義寧郡             | 永安郡             | 臨汾郡             | 吐京郡             | 県                 | 臨汾県 襄陵県 冀氏県 岳陽県 霍邑県 楊県 汾西県 |
| 県                 | 平河県 禽昌県      | 永安県             |                    | 冀氏県 安沢県      | 永安県 楊県        | 臨汾県             | 新城県             | 県                 | 臨汾県 襄陵県 冀氏県 岳陽県 霍邑県 楊県 汾西県 |

## 唐代以降
618年（武徳元年）、唐により平陽郡は晋州と改められた。742年（天宝元年）、晋州は平陽郡と改称された。758年（乾元元年）、平陽郡は晋州の称にもどされた。晋州は河東道に属し、臨汾・洪洞・神山・岳陽・霍邑・趙城・汾西・冀氏の8県を管轄した。
1116年（政和6年）、北宋により晋州は平陽府に昇格した。